# Domenico Freschi
Giovanni Domenico Freschi (Bassano del Grappa, 26 de marzo de 1634 - Vicenza, 2 de julio de 1710) fue un sacerdote católico y compositor italiano. Superando a Carlo Grossi, fue nombrado maestro de capilla de la Catedral de Vicenza el 14 de diciembre de 1656; a los veintidós años, y permaneció en el cargo hasta el día de su muerte. Adicionalmente se destacó como compositor de ópera. De sus dieciséis óperas conocidas, once de ellas se estrenaron en teatros de Venecia y cinco de ellas en la Villa Contarini. Fue uno de los maestros de Giovanni Antonio Ricieri.

## Óperas
- Ifide greca

Drama para música, libreto de Nicolò Minato, 1671, Venecia.
- Helena rapita da Paride

Drama para música, libreto de Aurelio Aureli, 1677, Venecia; para la inauguración del Teatro Sant'Angelo.
- Tullia superba

Drama para música, libreto de Antonio Medolago, 1678, Venecia.
- La Circe

Drama para música, libreto de Cristoforo Ivanovich, 1679, Venecia.
- Sardanapalo

Drama para música, libreto de Carlo Maderni, 1679, Venecia.
- Berenice vendicata

Drama para música, libreto de Giorgio Maria Rapparini, 1680, Piazzola sul Brenta.
- Il cittadino amante della patria ovvero Il Tello

operetta, libreto de Giorgio Maria Rapparini, 1680, Piazzola sul Brenta.
- Pompeo Magno in Cilicia

Drama para música, libreto de Aurelio Aureli, 1681, Venecia.
- Olimpia vendicata

Drama para música, libreto de Aurelio Aureli, 1681, Venecia.
- Giulio Cesare trionfante

Drama para música, libreto de Luigi Orlandi, 1682, Venecia.
- Ermelinda

Drama para música, libreto de Francesco Maria Piccioli, 1682, Piazzola sul Brenta.
- Silla

Drama para música, libreto de Andrea Rossini, 1683, Venecia.
- L'incoronazione di Dario

Drama para música, libreto de Adriano Morselli, 1684, Venecia.
- Teseo tra le rivali

Drama para música, libreto de Aurelio Aureli, 1685, Venecia.
- Gl'amori d'Alidaura

Drama para música, libreto de Francesco Maria Piccioli, 1685, Piazzola sul Brenta.
- L'amante muto loquace

Drama para música, libreto de Nicolò Leonardi, Piazzola sul Brenta.